# سیمگه ترتمیز
سیمگه ترتمیز (انگلیسی: Simge Tertemiz؛ زادهٔ ۹ سپتامبر ۱۹۸۸) بازیگر، و مدل اهل ترکیه است.